# Rubén Isaza Restrepo
Rubén Isaza Restrepo (ur. 20 marca 1916 w Salaminie, zm. 9 marca 1987 w Manizales) – kolumbijski duchowny rzymskokatolicki, biskup Monteríi i Ibagué oraz arcybiskup Cartagena de Indias.

## Biografia
29 października 1939 otrzymał święcenia prezbiteriatu i został kapłanem diecezji Manizales.
18 grudnia 1952 papież Pius XII mianował go biskupem pomocniczym Cartageny de Indias oraz biskupem tytularnym badyjskim. 19 marca 1953 w katedrze w Manizales przyjął sakrę biskupią z rąk biskupa Manizales Luisa Conchy Córdoby. Współkonsekratorami byli biskup Pereiry Baltasar Álvarez Restrepo oraz biskup Socorro y San Gil Pedro José Rivera Mejía. 37-letni Isaza Restrepo był wówczas najmłodszym biskupem w Kolumbii.
20 lutego 1955 decyzją tego samego papieża został administratorem apostolskim diecezji Monteríi, wydzielonej trzy miesiące wcześniej z archidiecezji Cartagena de Indias, a 4 listopada 1956 jej pełnoprawnym ordynariuszem. W czasie swojego pontyfikatu pracował nad zorganizowaniem nowej diecezji.
2 listopada 1959 papież Jan XXIII przeniósł go na stanowisko biskupa Ibagué. Jako ojciec soborowy wziął udział w soborze watykańskim II.
3 stycznia 1964 papież Paweł VI mianował go koadiutorem arcybiskupa bogotańskiego oraz arcybiskupem tytularnym lareskim. Ostatecznie jednak nigdy nie objął stołecznego arcybiskupstwa.
20 kwietnia 1967 ten sam papież przeniósł go na stanowisko koadiutora arcybiskupa Cartageny de Indias. Ordynariuszem tej archidiecezji został 3 października 1974. Jako arcybiskup Cartageny de Indias szczególną wagę przykładał do tworzenia nowych parafii w biednych, zmarginalizowanych dzielnicach miasta. 15 marca 1983 zrezygnował z arcybiskupstwa ze względów zdrowotnych. Emeryturę spędził w rodzinnej diecezji w Manizales, gdzie 9 marca 1987 zmarł.